# Wei Qun
Wei Qun (魏群S, Wèi QúnP; Zigong, 10 febbraio 1972) è un ex calciatore cinese, di ruolo difensore.